# جريدة الجماهير
الجماهير، صحيفة يومية أسسها الدكتور جمال الأتاسي في دمشق في 23 نيسان 1959، لتكون ثاني صحيفة سورية خاصة في زمن الجمهورية العربية المتحدة. ولقد صدرت بأربع صفحات من القطع الكبير، ثم توقفت بعد عام واحد من التأسيس على الرغم من تأييدها المطلق للرئيس جمال عبد الناصر.